# Alex Karmo
Alexander Began Karmo, detto Alex (Podo Town, 12 ottobre 1989), è un calciatore liberiano, difensore svincolato.

## Statistiche

### Cronologia presenze e reti in nazionale
| Cronologia completa delle presenze e delle reti in nazionale ― Liberia | Cronologia completa delle presenze e delle reti in nazionale ― Liberia | Cronologia completa delle presenze e delle reti in nazionale ― Liberia | Cronologia completa delle presenze e delle reti in nazionale ― Liberia | Cronologia completa delle presenze e delle reti in nazionale ― Liberia | Cronologia completa delle presenze e delle reti in nazionale ― Liberia | Cronologia completa delle presenze e delle reti in nazionale ― Liberia | Cronologia completa delle presenze e delle reti in nazionale ― Liberia |
| Data                                                                   | Città                                                                  | In casa                                                                | Risultato                                                              | Ospiti                                                                 | Competizione                                                           | Reti                                                                   | Note                                                                   |
| ---------------------------------------------------------------------- | ---------------------------------------------------------------------- | ---------------------------------------------------------------------- | ---------------------------------------------------------------------- | ---------------------------------------------------------------------- | ---------------------------------------------------------------------- | ---------------------------------------------------------------------- | ---------------------------------------------------------------------- |
| 9-10-2010                                                              | Bamako                                                                 | Mali                                                                   | 2 – 1                                                                  | Liberia                                                                | Qual. Coppa d'Africa 2012                                              | -                                                                      |                                                                        |
| 27-5-2013                                                              | Baghdad                                                                | Iraq                                                                   | 0 – 1                                                                  | Liberia                                                                | Amichevole                                                             | -                                                                      |                                                                        |
| 16-6-2013                                                              | Monrovia                                                               | Liberia                                                                | 0 – 2                                                                  | Senegal                                                                | Qual. Mondiali 2014                                                    | -                                                                      | 30’ 49’                                                                |
| Totale                                                                 |                                                                        | Presenze                                                               | 3                                                                      |                                                                        | Reti                                                                   | 0                                                                      |                                                                        |